# Лешуконский район
Лешуко́нский райо́н — административно-территориальная единица (район) в Архангельской области Российской Федерации. В рамках организации местного самоуправления в его границах функционирует муниципальное образование Лешуконский муниципальный округ (с 2004 до 2022 гг. — муниципальный район).
Административный центр — село Лешуконское.

## География
Лешуконский район расположен на северо-востоке Архангельской области и относится к районам Крайнего Севера.
Граничит:
- на севере с Мезенским районом
- на западе с Пинежским муниципальным районом
- на востоке с Усть-Цилемским районом республики Коми
- на юге с Удорским районом республики Коми

## История
В XIX веке на Мезени было налажено ремесленное производство деревянных крестов в деревнях Нисогора и Кельчемгора бывшей Юромской волости Мезенского уезда.
Постановлением Президиума ВЦИК от 24 января 1929 года « Об образовании на территории РСФСР административно-территориальных объединений краевого и областного значения», в южной части упразднённого Мезенского уезда, 15 июля 1929 году был образован Лешуконский район в составе 10 сельских советов.

## Население
| 1929   | 2002    | 2006  | 2008  | 2009  | 2010  | 2011  | 2012  | 2013  |
| ------ | ------- | ----- | ----- | ----- | ----- | ----- | ----- | ----- |
| 16 200 | ↘10 708 | ↘9620 | ↘9086 | ↘8867 | ↘7979 | ↘7927 | ↘7545 | ↘7231 |
| 2014   | 2015    | 2016  | 2017  | 2018  | 2019  | 2020  | 2021  | 2023  |
| ↘7001  | ↘6871   | ↘6805 | ↘6622 | ↘6410 | ↘6227 | ↘6048 | ↘5523 | ↘5231 |

В 1929 году в 69 населённых пунктах Лешуконского района проживало 16,2 тыс. человек.
У жителей Лешуконского района выявлено максимальное значение встречаемости Y-хромосомной гаплогруппы N1a1a-M178 (46 %, выборка «Мезень») среди всех исследованных популяций северных русских. На втором месте в выборке «Мезень» находится гаплогруппа R1a1-M198 — 44,4 % (R1a1a* — 40,7 %, R1a1a1g1-M458 — 3,7% %), на третьем — гаплогруппа N1a2b-P43 (7,4 %).

### Национальный состав
По итогам переписи населения 2020 года проживали следующие национальности (национальности менее 0,1 % и другое, см. в сноске к строке «Другие»):
| Национальность | Численность, чел. | Доля     |
| -------------- | ----------------- | -------- |
| Русские        | 5419              | 98,12 %  |
| Украинцы       | 18                | 0,33 %   |
| Цыгане         | 12                | 0,22 %   |
| Белорусы       | 8                 | 0,14 %   |
| Коми           | 7                 | 0,13 %   |
| Другие         | 59                | 1,06 %   |
| Итого          | 5523              | 100,00 % |

## Административное деление
В Лешуконский район как административно-территориальную единицу области входят 7 сельсоветов (в границах которых как правило были образованы одноимённые сельские поселения): Вожгорский, Олемский, Ценогорский сельсоветы  (в границах которых были образованы одноимённые сельские поселения); Сульский сельсовет (в границах которого было образовано Койнасское сельское поселение); Лешуконский, Нисогорский и Юромский сельсоветы  (в границах которых были образованы Лешуконское и Юромское сельские поселения).
С 2004 до 2021 гг. в Лешуконский муниципальный район входили 6 муниципальных образований со статусом сельского поселения.
| № | Муниципальное образование | Административный центр | Количество населённых пунктов | Население (чел.) | Площадь (км²) |
| - | ------------------------- | ---------------------- | ----------------------------- | ---------------- | ------------- |
| 1 | Вожгорское                | село Вожгора           | 7                             | ↘552             | 770,20        |
| 2 | Койнасское                | село Койнас            | 7                             | ↘467             | 452,10        |
| 3 | Лешуконское               | село Лешуконское       | 11                            | ↘3687            | 769,80        |
| 4 | Олемское                  | село Олема             | 6                             | ↗254             | 399,30        |
| 5 | Ценогорское               | село Ценогора          | 5                             | ↘370             | 627,10        |
| 6 | Юромское                  | село Юрома             | 11                            | ↘193             | 350,40        |

В апреле 2022 года все сельские поселения были упразднены и вместе со всем муниципальным районом преобразованы путём их объединения в Лешуконский муниципальный округ.

## Населённые пункты
В Лешуконском районе 47 населённых пунктов.
| №  | Населённый пункт | Тип     | Население | Бывшее муниципальное образование |
| -- | ---------------- | ------- | --------- | -------------------------------- |
| 1  | Белощелье        | деревня | ↘169      | Ценогорское                      |
| 2  | Березник         | деревня | ↗87       | Лешуконское                      |
| 3  | Большая Нисогора | деревня | ↘38       | Лешуконское                      |
| 4  | Большая Щелья    | посёлок | ↗21       | Олемское                         |
| 5  | Бугава           | деревня | →0        | Юромское                         |
| 6  | Вожгора          | село    | ↘546      | Вожгорское                       |
| 7  | Едома            | деревня | ↘13       | Лешуконское                      |
| 8  | Заозерье         | деревня | ↘3        | Юромское                         |
| 9  | Заручей          | деревня | →8        | Юромское                         |
| 10 | Засулье          | деревня | ↗80       | Койнасское                       |
| 11 | Защелье          | деревня | ↗5        | Юромское                         |
| 12 | Зубово           | посёлок | ↘67       | Вожгорское                       |
| 13 | Каращелье        | деревня | ↘1        | Лешуконское                      |
| 14 | Кеба             | деревня | ↗142      | Олемское                         |
| 15 | Кеслома          | деревня | ↗56       | Юромское                         |
| 16 | Койнас           | село    | ↘470      | Койнасское                       |
| 17 | Колмогора        | деревня | ↘7        | Ценогорское                      |
| 18 | Кысса            | деревня | ↘43       | Койнасское                       |
| 19 | Ларькино         | деревня | ↗13       | Вожгорское                       |
| 20 | Лебское          | деревня | ↘42       | Вожгорское                       |
| 21 | Лешуконское      | село    | ↘3550     | Лешуконское                      |
| 22 | Малая Нисогора   | деревня | →14       | Лешуконское                      |
| 23 | Мелосполье       | деревня | →21       | Лешуконское                      |
| 24 | Некрасово        | деревня | →4        | Юромское                         |
| 25 | Олема            | село    | ↗178      | Олемское                         |
| 26 | Палащелье        | деревня | ↘33       | Ценогорское                      |
| 27 | Палуга           | деревня | ↗97       | Юромское                         |
| 28 | Пустыня          | деревня | ↗31       | Вожгорское                       |
| 29 | Пылема           | деревня | ↘18       | Лешуконское                      |
| 30 | Резя             | деревня | →0        | Олемское                         |
| 31 | Родома           | деревня | ↘120      | Вожгорское                       |
| 32 | Русома           | деревня | ↘15       | Лешуконское                      |
| 33 | Селище           | деревня | ↘68       | Ценогорское                      |
| 34 | Смоленец         | деревня | ↘54       | Лешуконское                      |
| 35 | Тиглява          | деревня | ↘2        | Юромское                         |
| 36 | Усть-Кыма        | деревня | ↘139      | Койнасское                       |
| 37 | Усть-Нерманка    | деревня | →0        | Юромское                         |
| 38 | Усть-Низемье     | деревня | ↘25       | Койнасское                       |
| 39 | Усть-Чуласа      | посёлок | ↗172      | Олемское                         |
| 40 | Ущелье           | деревня | ↘4        | Лешуконское                      |
| 41 | Ценогора         | село    | ↘375      | Ценогорское                      |
| 42 | Чуласа           | деревня | ↗66       | Олемское                         |
| 43 | Чухари           | деревня | ↘3        | Койнасское                       |
| 44 | Чучепала         | деревня | ↘21       | Койнасское                       |
| 45 | Шегмас           | деревня | ↘21       | Вожгорское                       |
| 46 | Шилява           | деревня | ↘16       | Юромское                         |
| 47 | Юрома            | село    | ↗198      | Юромское                         |

## Экономика
Самый богатый район области по запасам древесины. Но его дорожная сеть плохо развита.
Уровень безработицы на 1 января 2007 — 5,8 %. Стоимость произведённой продукции в хозяйствах всех категорий в 2006 году — 58,1 млн рублей. Оборот розничной торговли во всех каналах реализации составил 0,3 млрд рублей (2006). За 2006 год среднемесячная начисленная заработная плата по крупным и средним организациям составила 9826,4 рубля, что ниже среднеобластного показателя (11221,0 рублей) на 12,4 %. В 2006 году крупными и средними организациями получен сальдированный финансовый результат в виде прибыли 9,3 млн рублей. Прибыль доходных организаций составила 11,9 млн  рублей, или 0,1 % от общеобластного результата. По сторонним оценкам — очень бедственное положение.
Мезенская роспись по дереву была возрождена в селе Селище в середине 1960-х годов.

## Достопримечательности
Наиболее значимыми архитектурными памятниками Лешуконья можно назвать церковь Николая Чудотворца в деревне Большая Нисогора и церковь Иоанна Крестителя в деревне Палащелье.